# Fetekta
Fetekta (auch Fetekti) war ein altägyptischer Würdenträger am Ende der 5. Dynastie. Er ist durch sein Grab in Abusir bekannt, das in der Mitte des 19. Jahrhunderts von der Preußischen Expedition unter der Leitung von Karl Richard Lepsius gefunden, dokumentiert und publiziert wurde. Danach ist das Grab stark verfallen, wurde jedoch 1991 wieder aufgefunden und vollständig ausgegraben.
In Fetektas Grab (LS 1) sind verschiedene Titel von ihm angegeben; er war Leiter der breiten Halle (Ḫrp-wsḫt = Cherep-uschet), Königsbekannter (Rḫ-njswt = Rech-nisut) und Vorsteher des Magazins (Jmj-r3-pr-šnˁ = Imi-ra-per-schena). Er ist vielleicht auch in anderen zeitgleichen Gräbern von anderen Würdenträger dargestellt.
Seine Mastaba, die er mit einem gewissen Mety teilte, besteht aus einem Oberbau mit einer Grabkapelle und den unterirdischen Grabkammern, die über einen Schacht erreicht wurden. Die gemalte Dekoration in der Grabkapelle war in der Mitte des 19. Jahrhunderts noch relativ gut erhalten. Bei der erneuten Ausgrabung 1991 war davon jedoch nur noch wenig übrig geblieben. Die erhaltenen Dekorationen zeigen vor allem Alltagsszenen, wobei die Darstellung eines Marktes besondere Aufmerksamkeit verdient, da derartige Darstellungen sonst selten sind.

## Malereien aus dem Grab
Die drei Zeichnungen der Grabdekoration stammen von Joseph Bonomi, Johann Jakob Frey und Max Weidenbach aus dem Tafelwerk von Lepsius:

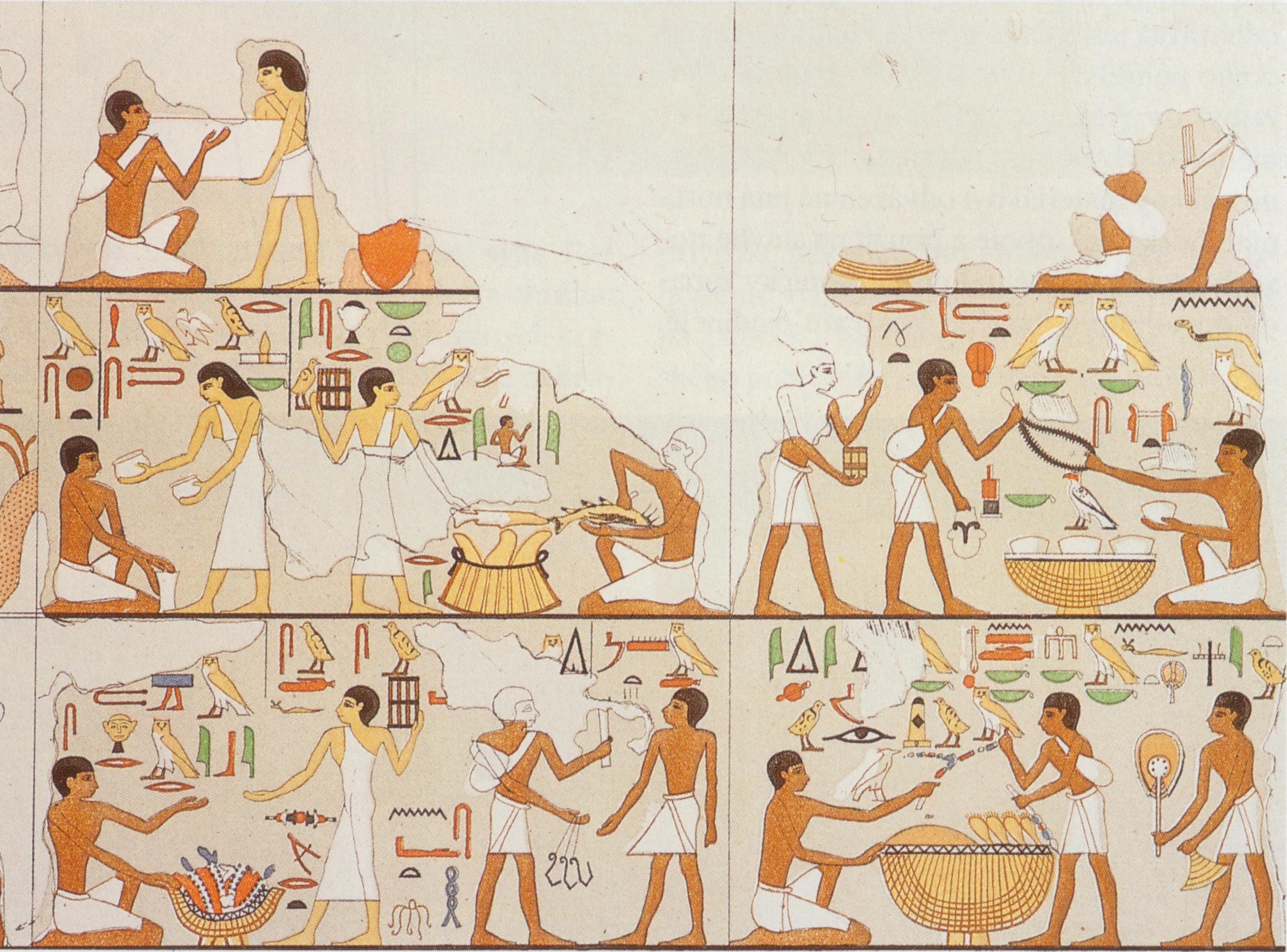
Marktszene, Pfeiler
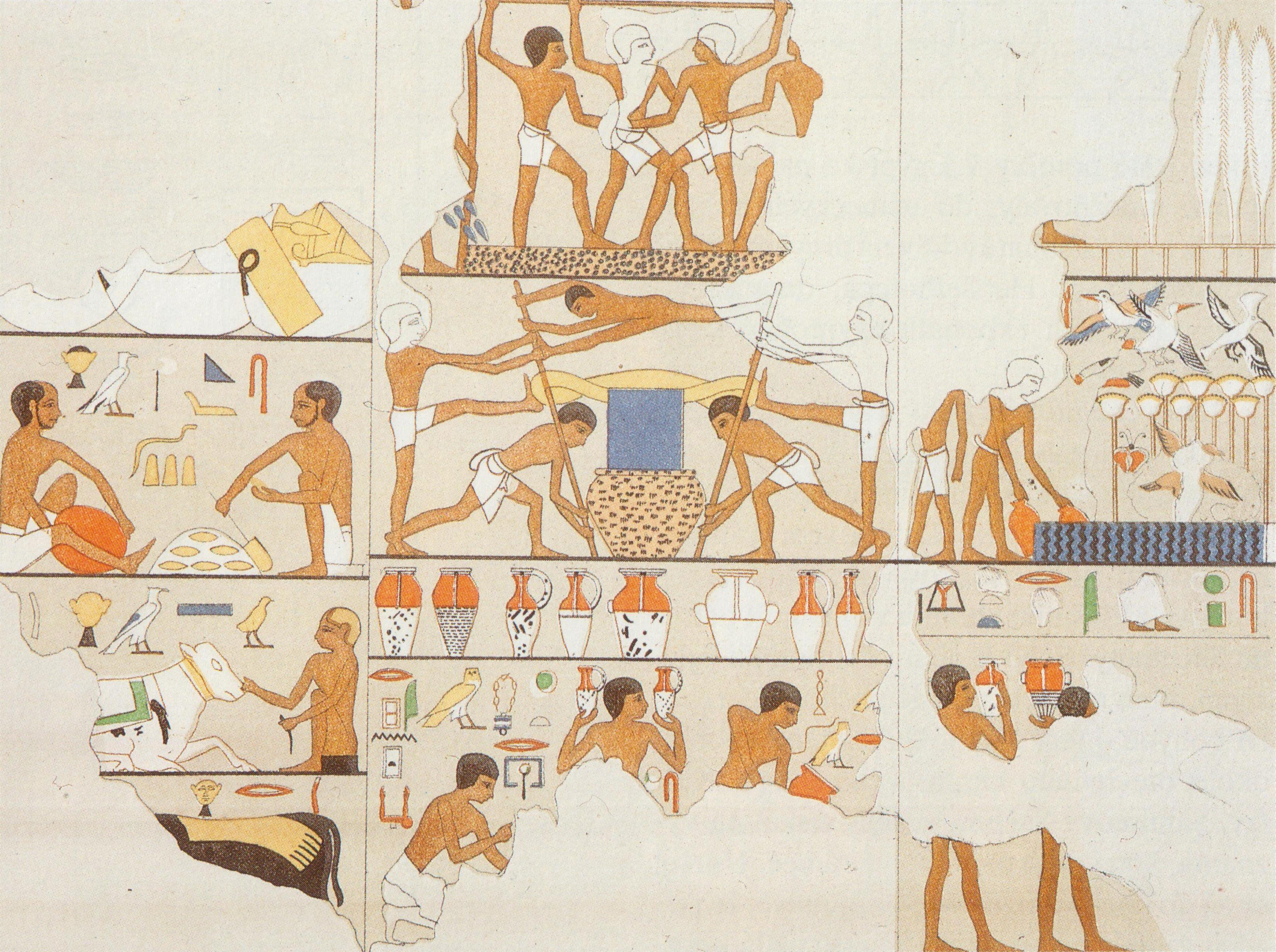
Halbpfeiler
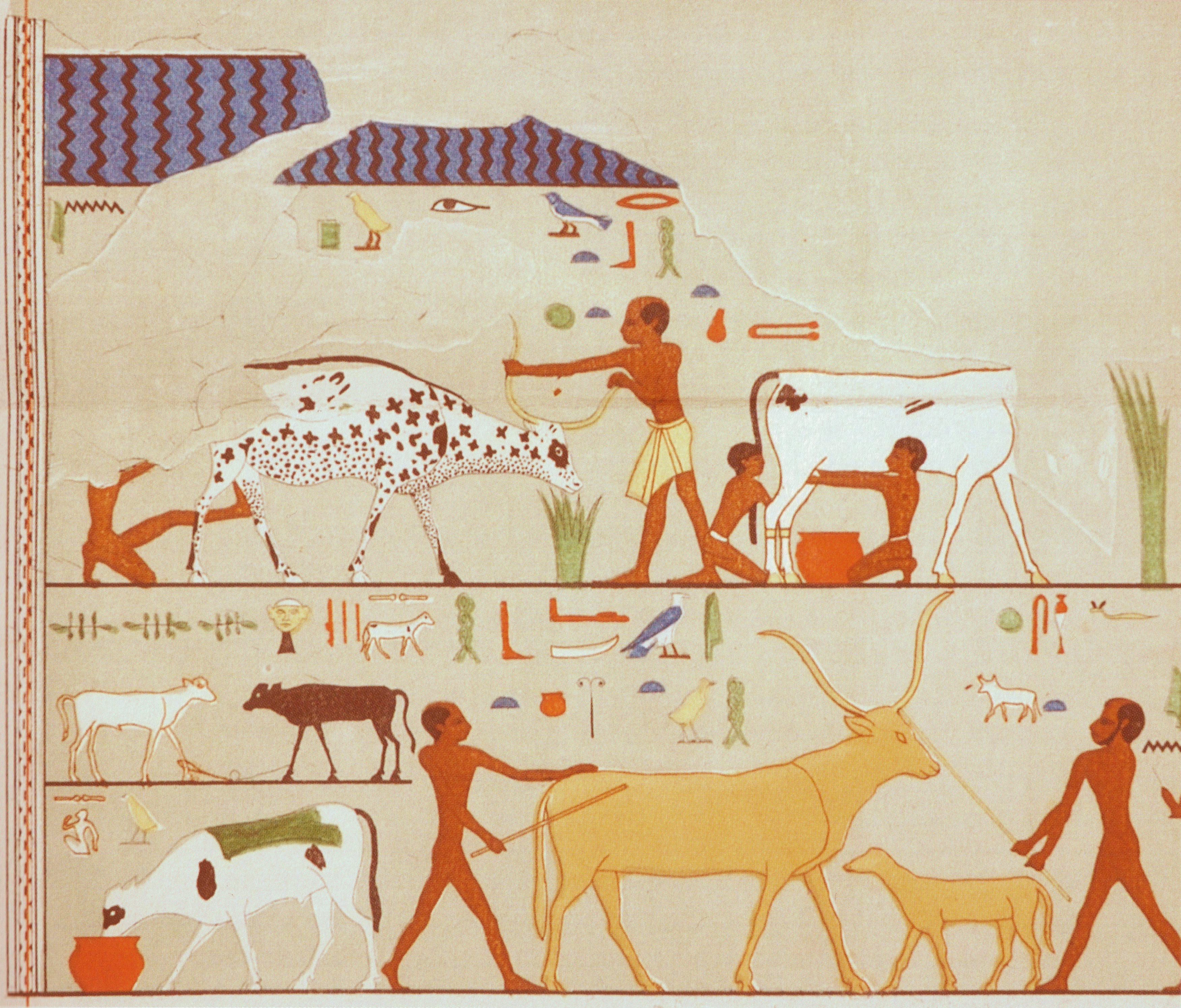
Westlicher Theil der Nordseite